# John List (Massenmörder)
John Emil List (* 17. September 1925 in Bay City, Michigan; † 21. März 2008 in Trenton, New Jersey) war ein US-amerikanischer Mörder.
Er brachte im Jahr 1971 seine gesamte Familie um und konnte knapp 18 Jahre lang vor einer Verurteilung fliehen. Er wurde durch einen Beitrag in der Kriminalserie America’s Most Wanted ausfindig gemacht. Nach seiner Auslieferung in den Bundesstaat New Jersey wurde er wegen fünffachen Mordes jeweils zu lebenslanger Haft ohne Möglichkeit der Bewährung verurteilt.

## Leben
John List wurde am 17. September 1925 in Bay City, Michigan, als einziges Kind des deutschstämmigen Ehepaares John Frederick List und Alma Maria Barbara Florence (geb. Hubinger) geboren. Er war wie sein Vater überzeugter Lutheraner und unterrichtete als Lehrer an einer Sonntagsschule. Im Jahr 1943 wurde List in die U.S. Army eingezogen und diente in der Infanterie im Zweiten Weltkrieg als Labortechniker. Er wurde 1946 aus dem Militärdienst entlassen und schrieb sich an der University of Michigan in Ann Arbor ein, wo er seinen Bachelor in Business Administration und seinen Master in Buchhaltung absolvierte. Außerdem wurde er zum Second Lieutenant des Reserve Officer Training Corps befördert.:101
Im November des Jahres 1950 wurde er im Zuge des Koreakrieges erneut in den Militärdienst berufen und unter anderem in Fort Eustis, Virginia, stationiert. Dort lernte er seine spätere Ehefrau Helen Morris Taylor kennen. Die Hochzeit fand am 1. Dezember 1951 in Baltimore, Maryland, statt. Darauf zog List nach Kalifornien, wo er einige Zeit als Buchhalter bei der U.S. Army angestellt war.:120–125 Nachdem sein zweites Engagement beim Militär im Jahr 1952 geendet hatte, zog die Familie nach Detroit, wo List in einem Buchhalterunternehmen tätig war. Etwas später folgte ein Umzug nach Kalamazoo, Michigan, wo seine drei Kinder geboren wurden.:126–127 Im Jahr 1959 wurde List zum Oberaufseher auf seiner Arbeitsstelle befördert. Seine Frau, deren erster Ehemann im Koreakrieg gestorben war, litt unter Alkoholsucht und war psychisch instabil.:131–137 Im Jahr 1960 zog List mit seiner Familie nach Rochester, New York, wo er eine Anstellung bei Xerox annahm und zwischenzeitlich Abteilungsleiter in der Buchhaltung wurde.:137–139 Fünf Jahre später, im Jahr 1965, nahm List eine Anstellung als Vizepräsident in einer Bank in Jersey City, New Jersey, an und zog mit seiner Familie in die viktorianische Villa Breeze Knoll nach Westfield, New Jersey.:153–160

## Die Morde
Am 9. November 1971 tötete List seine Frau, seine Kinder und seine Mutter mit seiner eigenen Waffe, einer 9 mm halbautomatischen Steyr M1912, und einem Colt 22 Caliber Revolver seines Vaters. Während seine Kinder in der Schule waren, erschoss er seine Ehefrau und seine Mutter jeweils mit einem Kopfschuss. Als seine 16-jährige Tochter Patricia und sein 13-jähriger Sohn Frederick aus der Schule nach Hause kamen, tötete er auch die beiden mit einem Schuss in den Hinterkopf. Nachdem er zu Mittag gegessen hatte, fuhr List zunächst zur Bank, wo er sowohl das Konto seiner Frau als auch sein eigenes Konto auflöste, danach zu der Westfield High School, an der Lists ältester Sohn John Jr. ein Fußballspiel absolvierte. Nachdem er seinen Sohn nach Hause gefahren hatte, schoss List ihm in die Brust und ins Gesicht. Forensische Untersuchungen ergaben, dass der Sohn offenbar noch versucht hatte, sich zur Wehr zu setzen.
List platzierte die Leichen seiner Frau und seiner Kinder in Schlafsäcken in dem Ballsaal der Villa, während er die Leiche seiner Mutter im Dachgeschoss liegen ließ. In einem fünfseitigen Brief an seinen Pastor schrieb List, dass er zu viel Unheil in dieser Welt sehe und seine Familie tötete, um ihre Seelen vor dem Teufel zu schützen. Er säuberte den Tatort, entfernte sein Abbild aus jedem Familienfoto im Haus, schaltete das Radio auf einen religiösen Sender ein und verließ anschließend das Haus.
Die Morde wurden erst vier Wochen nach der Tat entdeckt, und zwar sowohl aufgrund der Zurückgezogenheit der Familie als auch wegen mehrerer Briefe Lists an die Schulen der Kinder, in denen es hieß, dass sie für einige Wochen ihre Großmutter in North Carolina besuchen wollten. Auch stoppte er die Anlieferung der Milch, Zeitung und Post. Nachbarn bemerkten, dass das Licht in der Villa Tag und Nacht brannte, aber keine Aktivitäten zu sehen waren, sodass sie nach einiger Zeit die Polizei benachrichtigten.
Der Fall wurde in New Jersey einer der bekanntesten Kriminalfälle seit der Entführung und Ermordung des Lindbergh-Babys. Es wurde eine national ausgedehnte Fahndung nach List angeordnet. Die Polizei ermittelte erfolglos in alle Richtungen. Alle verwertbaren Fotos waren zerstört, das Familienauto war auf der Parkfläche des Kennedy Airport geparkt, aber es gab keine Informationen über einen gebuchten Flug von diesem Flughafen aus. Lists Mutter Alma wurde auf dem Saint Lorenz Lutheran Cemetery in Frankenmuth, Michigan, beigesetzt, während seine Frau und Kinder auf dem Fairview Cemetery in ihrem Heimatort Westfield, Michigan, ihre letzte Ruhe fanden.

## Fahndung, Verhaftung und Verurteilung
17 Jahre nach den Morden, am 21. Mai 1989, wurde der Fall List in der US-amerikanischen Kriminalserie America’s Most Wanted, die zu diesem Zeitpunkt noch nicht einmal ein Jahr lang im Fernsehen ausgestrahlt wurde, aufgegriffen. In der Sendung wurde eine aus Ton angefertigte Büste des forensischen Künstlers Frank Bender gezeigt, die List als älter gewordene Person darstellte. Diese hatte, wie sich später zeigte, eine große Ähnlichkeit mit List.
List wurde am 1. Juni 1989 an seiner Arbeitsstelle in einer Buchhalterfirma in Richmond, Virginia, von der Polizei verhaftet, nachdem ein Nachbar Lists ihn in der Sendung erkannt hatte.:396–399 List hatte bereits im Jahr 1972 eine neue Arbeit in Denver, Colorado, unter dem Namen Robert Peter „Bob“ Clarke angenommen und im Jahr 1985 Dolores Miller geheiratet. 1988 zogen sie nach Midlothian, Virginia. List behauptete auch Monate nach seiner Verhaftung, selbst nach seiner Auslieferung nach Union County, New Jersey, Ende des Jahres 1989, Bob Clarke zu heißen, ehe er anhand seiner Fingerabdrücke auf seinen Militärunterlagen identifiziert und mit Beweisen vom Tatort konfrontiert wurde. Er gestand seine wahre Identität am 19. Februar 1990 ein.>:452
Vor Gericht sagte List aus, im Jahr 1971 vor massiven finanziellen Problemen gestanden zu haben. Er hatte seine Anstellung in der Bank verloren. Um einen Konflikt mit seiner Familie zu vermeiden, verbrachte List seine Zeit täglich am regionalen Bahnhof, wo er Zeitung las, ehe er zur Feierabendzeit nach Hause kam. Er hob regelmäßig Geld von den Konten seiner Mutter ab, um seine Hypotheken zahlen zu können. Außerdem machten ihm die Alkoholsucht und die unbehandelte Syphilis seiner Frau zu schaffen. Laut einer Zeugenaussage hatte Helen List ihn zur Ehe genötigt, indem sie fälschlich behauptete, schwanger zu sein. Die Hochzeit fand in Maryland statt, weil in diesem Bundesstaat kein Bluttest auf Syphilis erforderlich war, um einen Hochzeitsschein zu erhalten.:125–130 Obwohl ihre Gesundheit immer schlechter wurde, verschwieg sie dies bis ins Jahr 1969 vor List. Danach verwandelten ihre Krankheit und ihre Alkoholsucht sie laut seiner Aussage von „einer attraktiven jungen Frau in eine ungepflegte und paranoide Einsiedlerin“, die ihn häufig in der Öffentlichkeit bezüglich seiner sexuellen Eigenschaften, die sie im Vergleich zu ihrem ersten Ehemann als schlecht bezeichnete, verunglimpfte.:130–135
Ein vom Gericht beauftragter Psychologe stellte bei List eine zwanghafte Persönlichkeitsstörung fest und kam zu dem Schluss, dass es für ihn nur zwei Wege gegeben habe: Hilfe anzunehmen oder seine ganze Familie zu töten und ihre Seelen in den Himmel zu schicken. Für List war die Annahme fremder Hilfe keine Lösung, da diese ihn und seine familiäre Misere aufgedeckt hätte.
Am 12. April 1990 wurde List des fünffachen Mordes für schuldig befunden und für jede Tat mit lebenslanger Freiheitsstrafe ohne Möglichkeit der Bewährung verurteilt. Vor der Urteilsverkündung verneinte er eine direkte Verantwortung für die Morde:

“I feel that because of my mental state at the time, I was unaccountable for what happened. I ask all affected by this for their forgiveness, understanding and prayer.”

Der Richter zeigte sich nicht beeindruckt von der Aussage Lists und fällte das Urteil im Namen der Opfer.
List legte Revision gegen das Urteil ein, da das Gericht eine vermeintliche posttraumatische Belastungsstörung, die List aufgrund seines Militärdienstes im Zweiten Weltkrieg und im Koreakrieg erlitten haben wollte, nicht berücksichtigt habe. Außerdem beanstandete er die Verwertung seines Briefs an den Pastor als Beweismittel, da er dies aufgrund der Schweigepflicht nicht als rechtens betrachtete. Beide Argumente wurden vom Gericht abgelehnt.
List zeigte später Reue für seine Tat und wünschte, diese niemals begangen zu haben. Er betete seither um Vergebung. In einem Interview mit Connie Chung aus dem Jahr 2002 antwortete er auf ihre Frage, warum er sich nicht das Leben genommen habe, dass er glaube, ein Suizid hätte ihm den Weg in den Himmel versperrt, wo er wieder mit seiner Familie zusammenzukommen hoffe.

## Tod
John List verstarb am 21. März 2008 im Alter von 82 Jahren an den Folgen einer Lungenentzündung während seiner Gefängnishaft im St. Francis Medical Center in Trenton, New Jersey. In seiner Todesanzeige im Newark Star-Ledger wurde List als der „Bogeyman von Westfield“ bezeichnet. Er wurde neben seiner Mutter auf dem Saint Lorenz Lutheran Cemetery in Frankenmuth, Michigan, beigesetzt.:304

## Brandstiftung
Am 20. August 1972 wurde Breeze Knoll, das Anwesen der Lists, durch Brandstiftung zerstört. Diese Tat passierte knapp zehn Monate nach den Morden Lists. Bisher konnte der Täter der Brandstiftung nicht ermittelt werden. Zwei Jahre nach dem Brand wurde an der Stelle des alten Hauses ein neues Gebäude errichtet.

## John List in der Populärkultur
Über Jahre hinweg dienten John List und seine Morde als Inspiration für einige Filme und Dokumentationen, darunter der 1993 veröffentlichte Film Judgement Day: The John List Story, welcher im selben Jahr für einen Emmy nominiert wurde. Die Hauptrolle des John List spielte der Schauspieler Robert Blake, später selbst wegen Mordes angeklagt. Auch im 1987 veröffentlichten Film The Stepfather und dessen Remake aus dem Jahr 2009 wird John List aufgegriffen. Der Filmcharakter Keyser Söze aus dem Film Die üblichen Verdächtigen ist Lists Charakter nachempfunden.
List wurde im Jahr 1972 verdächtigt, D. B. Cooper, ein Flugzeugentführer – dessen Identität bis heute nicht bekannt ist – zu sein, was mit dem Zeitpunkt seines plötzlichen Verschwindens zu tun hat, da die Entführung zwei Wochen später geschah.:76–77 Er wurde vom FBI nach seiner Verhaftung zu einer möglichen Beteiligung an der Entführung des Flugzeugs befragt, bestritt sie aber. Obwohl sein Name immer wieder im Zusammenhang mit dem Fall genannt wird, konnten keine stichfesten Beweise gefunden werden, so dass das FBI ihn als Täter ausschließt.
John Walsh, der Moderator der Fernsehsendung America’s Most Wanted, verkaufte die Büste, die maßgeblich zur Verhaftung Lists beigetragen hatte, an das inzwischen geschlossene National Museum of Crime & Punishment in Washington, D.C.
Der Fall John List wurde auch in der Serie Medical Detectives – Geheimnisse der Gerichtsmedizin (Folge 38: Verhängnisvolle Familienbande) verarbeitet.